# Шкавритко Мирослав
Шкавритко Мирослав (1922—1984), журналіст, громадський діяч, організатор і керівник одного з відгалужень новоствореної Рідної української національної віри, родом з Галичини. На еміграції в Англії (організатор Спілки Української Молоді), з 1953 в Канаді. Був ред. «Кан. Фермера» (з 1963, 1967 — 73 гол. ред.). На поч. 1970-их pp. Ш. проголосив нову «нац.» релігію, що базується на дохрист. віруваннях. Автор брошур про це вчення, серед ін. «Наука Рідної Віри» (1980).